# Arnaud II. (Angoulême)
Arnaud II. Manzer (* wohl vor 946; † 988) war ein Graf von Angoulême aus dem Haus Taillefer. 
Er war ein unehelicher Sohn des Grafen Wilhelm II. Taillefer von Angoulême, weshalb bei dessen Tod um 945 die Grafschaft Angoulême von dessen Vettern aus dem Périgord übernommen wurde. Im Jahr 975 erhob Arnaud trotz seiner illegitimen Geburt Erbansprüche auf Angoulême und bekam dafür die Unterstützung des Herzogs Wilhelm IV. Eisenarm von Aquitanien. Als er im Kampf seinen Vetter Ranulf Bompar getötet hatte, konnte er Angoulême schließlich übernehmen.
In den folgenden Jahren konsolidierte und erweiterte er seine Macht auf Kosten des Bischofs Hugo von Angoulême. Weiterhin machte er sich zum Schutzherrn (advocatus) der Abtei von Saint-Cybard. Er unterstützte den Herzog in der Fehde gegen die Sippe von Boson dem Alten und nahm dessen Sohn Gauzbert gefangen, den er an den Herzog auslieferte. 988 nahm er in Saint-Amant-de-Boixe den Mönchshabit an und trat in die Abtei Saint-Cybard ein, wo er nur wenig später starb und an einem 4. März neben seinem Vater bestattet wurde.
Arnaud Manzer war nacheinander mit den Damen Raingarde und Aldearde verheiratet, von denen die erstere die Mutter seines Sohnes und Nachfolgers Wilhelm IV. Taillefer († 1028) war.